# Републикански път III-3031
Републикански път IIІ-3031 е третокласен път, част от Републиканската пътна мрежа на България, преминаващ изцяло по територията на Великотърновска област. Дължината му е 29,4 km.
Пътят се отклонява наляво при 32 km на Републикански път III-303 в южната част на град Павликени, минава през центъра на града и се насочва на юг-югоизток по най-южната част на Средната Дунавска равнина при допирът ѝ с Предбалкана — Търновските височини. Преди село Стамболово пресича река Росица, минава през центъра на селото, а след това и през селата Русаля и Хотница и на 1,8 km северно от село Самоводене се свързва с Републикански път III-504 при неговия 1,8 km.
| Пътища, отклоняващи се надясно (населено място, № на пътя, посока на пътя) | km   | Пътища, отклоняващи се наляво (посока на пътя, № на пътя, населено място) |
| -------------------------------------------------------------------------- | ---- | ------------------------------------------------------------------------- |
| Община Павликени, III-303, 32 km, гр. Павликени ←                          | 0,0  | ← гр. Павликени, 32 km, III-303, Община Павликени                         |
| (от 98,6 km на I-4) III-405, 24,2 km, гр. Павликени →                      | 0,9  | → гр. Павликени, 24,2 km, III-405 (до гр. Свищов)                         |
| (за с. Михалци) общински път, с. Стамболово ←                              | 6,7  | с. Стамболово                                                             |
| (за с. Мусина) общински път ←                                              | 13,2 | → общински път (за с. Лесичери)                                           |
| Община Велико Търново                                                      | 14,6 | Община Велико Търново                                                     |
|                                                                            | 15,8 | → общински път (за с. Дичин)                                              |
| (за с. Мусина) общински път, с. Русаля ←                                   | 16,5 | с. Русаля                                                                 |
| (за с. Момин сбор) общински път, с. Хотница ←                              | 24,6 | → с. Хотница, общински път (за за 5,9 km на III-504)                      |
| (от с. Самоводене) III-504, 1,8 km →                                       | 29,4 | → 1,8 km, III-504 (до с. Алеково)                                         |